# Kilkishen
Kilkishen (iriska: Cill Chisín) är en ort i republiken Irland.   Den ligger i grevskapet An Clár och provinsen Munster, i den centrala delen av landet, 180 km väster om huvudstaden Dublin. Kilkishen ligger 31 meter över havet och antalet invånare är 520.
Terrängen runt Kilkishen är platt åt nordväst, men åt sydost är den kuperad. Runt Kilkishen är det ganska tätbefolkat, med 58 invånare per kvadratkilometer. Närmaste större samhälle är Limerick, 17,8 km sydost om Kilkishen. Trakten runt Kilkishen består i huvudsak av gräsmarker.